# 邵武之屠
邵武之屠是指明清战争时期清军在福建省邵武府（今福建省邵武市）城进行的屠杀。
1648年（南明永历二年，清顺治五年），金声桓、王得仁反正后，张自盛、潘永禧、潘自友、洪国玉、杨起龙、魏汝庆、王三岩等人纷纷举兵反清。揭重熙以明朝旧抚身份联络各部，并与阎罗总四营头、九龙营、福建的宁文龙、陈德容等互通消息。金声桓建议他们向福建发展，以扩大声势，牵制清军。春夏之交，揭重熙率领义军进攻福建邵武，城内的拥明势力已准备开门接应。由于揭重熙的军队组织松散，纪律不严，清福建左路总兵王之纲的援兵一到，揭军竟不战而溃，城中的起义乡绅、平民惨遭屠杀。